# Howard Shultz Miller

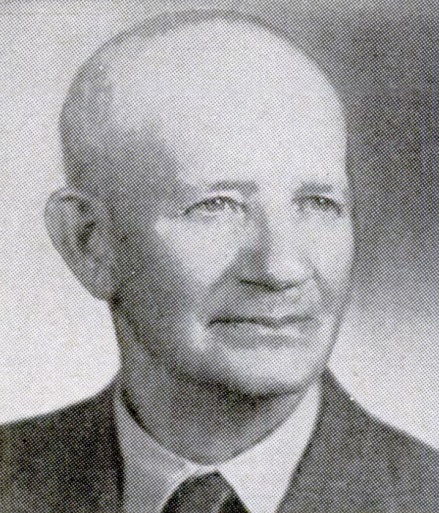
Howard Shultz Miller (1953)

Howard Shultz Miller (* 27. Februar 1879 im Somerset County, Pennsylvania; † 2. Januar 1970 in Hiawatha, Kansas) war ein US-amerikanischer Politiker. Zwischen 1953 und 1955 vertrat er den ersten Wahlbezirk des Bundesstaates Kansas im US-Repräsentantenhaus.

## Werdegang
Im Jahr 1882 kam Howard Miller mit seiner Familie nach Morrill in Kansas. Er besuchte die öffentlichen Schulen im Brown County und die Sabetha High School. Zwischen 1894 und 1899 war er selbst als Lehrer tätig. Nach einem Jurastudium an der juristischen Fakultät der University of Nebraska in Lincoln und seiner im Jahr 1901 erfolgten Zulassung als Rechtsanwalt begann er in seinem neuen Beruf zu praktizieren, in dem er bis 1952 tätig blieb. Nebenher arbeitete er auch noch in der Landwirtschaft.
Politisch wurde Miller Mitglied der Demokratischen Partei. Bei den Kongresswahlen des Jahres 1952 wurde er im ersten Distrikt von Kansas in das US-Repräsentantenhaus in Washington, D.C. gewählt. Dort trat er am 3. Januar 1953 die Nachfolge von Albert M. Cole an, den er bei der Wahl geschlagen hatte. Da Miller aber bereits bei den nächsten Wahlen dem Republikaner William H. Avery unterlag, konnte er nur eine Legislaturperiode im Kongress verbleiben. Bis heute ist er der einzige Demokrat, der den ersten Wahlbezirk von Kansas im Kongress vertrat.
Im Jahr 1956 bewarb er sich erfolglos um eine Rückkehr in den Kongress. Danach war er Viehzüchter im Brown County. Miller setzte sich auch für die Umwelt und vor allem für den Bodenschutz ein. Er starb am 2. Januar 1970 und wurde in Morrill beigesetzt.